# Antonio Vico Rodríguez
Antonio Vico Rodríguez es un actor español nacido en 1956. Hijo de Jorge Vico , nieto de Antonio Vico y Carmen Carbonell , sexta generación de actores

## Biografía
Descendiente de una saga de actores que se remonta a principios del siglo XIX, es hijo de Jorge Vico, nieto de Antonio Vico Camarero y Carmen Carbonell, bisnieto de Jose Vico y tataranieto de Antonio Vico y Pintos y bisnieto del poeta Francisco Villaespesa y nieto de la actriz Lola Villaespesa. 
Comienza su trayectoria artística sobre los escenarios madrileños a madiados de la década de 1970 con la obra El día que secuestraron al Papa en el Teatro Lara y ya en 1974 interpreta a Antonio Gala en la obra Las cítaras colgadas de los árboles. y pocos meses después coincide con su abuela en un montaje de La casa de Bernarda Alba.
En septiembre de 1976 participa en el montaje de Mientras la gallina duerme, de Manuel Martínez Mediero, con José Sazatornil y Aurora Redondo y en 1978 se une a Amelia de la Torre y Guillermo Marín en  Siempre no es toda la vida, de Santiago Moncada. El siguiente paso profesional destacado fue coincidir sobre las tablas con Mary Carrillo en La enemiga, de Darío Niccodemi en 1982.
Su paso por el cine también se remonta a los 70. Tras debutar con Los placeres ocultos (1977), de Eloy de la Iglesia, rueda Cazar un gato negro (1977), de Rafael Romero Marchent, junto a Julia Gutiérrez Caba. Su carrera en la gran pantalla no ha tenido gran continuidad, rodando menos de una quincena de filmes, el último de los cuales en 1987.
Por el contrario, su rostro conoce una gran notoriedad gracias a la televisión - medio que ya había experimentado -, cuando en 1983 encarnó a Dani, el hijo de los personajes interpretados por Ana Diosdado y Xabier Elorriaga en la popular serie de TVE Anillos de oro y en 1988 con la serie El olivar de Atocha. 
Desde entonces su carrera se ha centrado fundamentalmente en el teatro, con éxitos tan rotundos como Bajarse al moro (1987), de José Luis Alonso de Santos o Los ochenta son nuestros (1988), de Ana Diosdado. En los 90 integra en la Compañía Nacional de Teatro Clásico y se especializa en el Teatro del Siglo de Oro.
No obstante, ha realizado colaboraciones puntuales en televisión, como la serie Géminis, venganza de amor (2002).
Está casado con la actriz Maribel Lara (1971-) y tienen un hijo Jorge Vico Lara (1989-).

## Teatro
- La curva de la felicidad (2022)(2023)(2024)
- El crédito (2021)
- Tres hermanas (2017)(2018)
- Papá Noel es una m... Goliardos (2015)(2016)
- Dinero Negro (2015)
- Testigo de cargo (2014)
- No te vistas para cenar  (2013-2015)
- Violines y trompetas (2012)
- Rumores (2011)
- Sé infiel y no mires con quién (2008-20012)
- El médico a palos (2009)
- Desnudos en la cocina (2007)
- La curva de la felicidad (2004-2010 y 2014-2015)
- Anacleto se divorcia (2003)
- El cianuro ¿solo o con leche? (2003)
- La venganza de la Petra (2002)
- Usted puede ser un asesino (2002)
- Achipé achipé (2002)
- El lindo don Diego (2001)
- La fiebre del heno (2000)
- El galán fantasma (2000)
- Ventolera (1999)
- No hay burlas con el amor (1998)
- Dos mujeres a las nueve (1998)
- Carlota (1997)
- El tragaluz (1997)
- La vida es sueño (1997)
- El misántropo (1996)
- El acero de Madrid (1995)
- Don Gil de las calzas verdes (1995)
- Fuenteovejuna (1993)
- La dama duende (1991)
- El arrogante español (1991)
- Pisito clandestino (1990)
- La casa de los siete balcones (1989 -1991)
- Y yo con estos nervios (1989)
- Los ochenta son nuestros (1988)
- Por la calle de alcala II (1988)
- Bajarse al moro (1987)
- Los extremeños se tocan (1986)
- Amantes (1985)
- ¡Sublime decisión! (1984)
- El día de gloria (1984)
- La enemiga (1982)
- Siempre no es toda la vida (1979)
- Mientras la gallina duerme (1976)
- La casa de Bernarda Alba (1976)
- ¿Por qué corres, Ulises? (1976)
- Las cítaras colgadas de los árboles (1975)
- El día en que secuestraron al papa (1974)

## Filmografía
- Tres días en Pedro Bernardo (2014)
- La curva de la felicidad (2010)
- Las cosas del querer (Segunda parte) (1994)
- Caín (1987)
- Calé (1987)
- Capullito de alhelí (1986)
- Dos mejor que uno (1984)
- La desconocida (1983)
- Las alegres chicas de Colsada (1983)
- Asesinato en el Comité Central (1982)
- Adulterio nacional (1982)
- Adolescencia (1982)
- De camisa vieja a chaqueta nueva (1982)
- Hijos de papá (1980)
- La boda del señor cura (1979)
- Cazar un gato negro (1977)
- Los placeres ocultos (1977)
- Novios de la muerte (1974)

## Televisión
- 30 monedas 2020 Águila roja (2011)
  - capítulos 48 y 53
- Cuenta atrás
  - Plus Bank, Agencia 17, 08:59 horas (24 de enero de 2008)
- El internado
  - ¿Con qué sueñan los peces? (7 de noviembre de 2007)
  - En el fondo del mar (14 de mayo de 2008)
- Policías, en el corazón de la calle
  - Bésame, muérdeme, incéndiame (29 de noviembre de 2002)
- El comisario
  - Testigo fantasma (27 de noviembre de 2002)
- Géminis, venganza de amor (2002)
- Ventolera (2000)
- Antivicio
  - Hijos de la luz (1 de enero de 2001)
- Canguros
  - Ser padres (1 de enero de 1996)
- Compuesta y sin novio
  - Rosas rojas (28 de noviembre de 1994)
- Encantada de la vida (1993) - un episodio -
- Noches de gala (1993) - 5 episodios -
- Los ladrones van a la oficina
  - Episodio 56, 1993
- La mujer de tu vida (1992)
  - episodio La mujer vacía
- Pájaro en una tormenta (1989)
  - Capítulos 4 y 7
- El olivar de Atocha
  - La casa abierta y 13 más (19 de abril de 1989)
- Miguel Servet, la sangre y la ceniza
  - La batalla del cielo (5 de abril de 1989)
- Sublime decisión (1987)
- Tarde de teatro
  - Los extremeños se tocan (21 de diciembre de 1986)
- Anillos de oro (1983)
- Un encargo original 'Zaya' (1982)
- Primer acto
  - Así mintió él al esposo de ella (1986)
- Teatro breve
  - Casi, casi (1982)
- Estudio 1
  - Norman (1982)
  - La aleluyas del señor Esteve (1981)
  - Don José, Pepe y Pepito (1980)
- Historias para no dormir
  - El fin empezó ayer... (1981)
  - Don José, Pepe y Pepito (6 de enero de 1980)
- El señor Villanueva y su gente
  - Noche de invitados  (1979)
- Curro Jiménez
  - La promesa (4 de diciembre de 1977)
- Novela
  - La casa de las locas (1974)